# 四種氣質

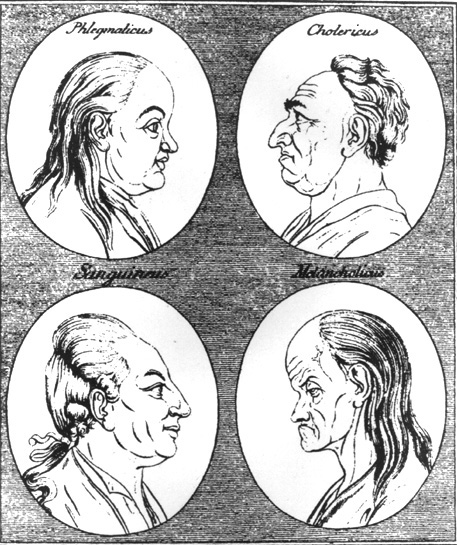
18世紀關於四種氣質的描述，上：黏液質和膽汁質，下：多血質和抑鬱質

四種氣質（英語：Four temperaments），源自於古希臘的性格分類，根據體液學說所提出，該學說認為人體由四種液體組成，分別是－血液（對應多血質）、黏液（對應黏液質）、黃膽汁（對應膽汁質）和黑膽汁（對應抑鬱質）。這四種液體，平衡發展時，會形成各種人體功能；當體液不均衡時則會造成疾病。人的不同情緒也被認為與體液有關，根據每個人先天不同的體液比例，會形成不同的性格。

## 歷史
氣質理論起源於古希臘體液學說。它可能起源於古埃及醫學或美索不達米亞。希波克拉底將其發展為醫學理論。他認為某些人類的情緒，情感和行為是由於體液不平衡引起的，他將其歸類為血液，黃膽汁，黑膽汁和黏液。蓋倫在其關於氣質的論文中發展了第一種氣質類型，並通過生理因素尋找人類的不同行為的起因。他從四個元素中將它們分類為冷熱乾濕。氣質之間也可能存在“平衡”，總共產生9種氣質。“氣質”一詞本身來自拉丁語“temperare”，“to mix”。在理想人格中，混合型在冷熱和乾濕之間達到了平衡。